# Pink Kids
 (транскр.  Пинк кидс) српска је телевизијска мрежа покренута у децембру 2006. године као део портфолија групације Pink Media Group-а. Седиште мреже се налази на адреси Незнаног јунака 1, Београд. Мрежа је покренута децембра 2006. године и првенствено емитује анимиране телевизијске серије, углавном дечијег садржаја, опсега од акције до анимиране комедије.

## Програм
Списак цртаних и играних серија емитованих на телевизији Pink Kids:
- Дигимони (1–2. сезона)
- Моћни ренџери (1–3. сезоне, последњих 10 епизода 1. сезоне)
  - Моћни ванземаљски ренџери
  - Свемирска патрола Делта
  - Мистична сила
  - Операција Соларна брзина
  - Тркачке машине
- Монсуно (1. сезона)
- Поп Пикси
- Змајева Кугла З (нова синхронизација)
- Моји џепни љубимци
- Доктор Снаглс
- Велика цртана породица Дибухо
- Тими Тајм
- Пепа Прасе (2–3. сезона)
- Бумба
- Рори, тркачки ауто
- Фифи и цветно друштво (2–3. сезона)
- Бен 10: Врхунски ванземаљац (1–2. сезона)
- Календар мен
- Оги и бубице
- Јатаман
- Небеске плесачице
- Симба, краљ лавова
- Мађионичар
- Људи у црном
- Лига праведника
- Џеки Чен
- Авантуре Ширли Холмс
- Хипернаути
- Бајке браће Грим
- Мали летећи медведићи
- Мери-Кејт и Ешли у акцији
- Спајдермен (2003)
- Винкс клуб (5. сезона, првих 13 епизода)
- Несташни духови
- Породица Кременко
- Писма о Феликсу
- Еџмонт
- Леонардо
- Чудовишта и гусари
- Књига о џунгли
- Фархат
- Весели аутобуси
- Тини тјунс
- Спејс гуфс
- Шаргарепко
- Последњи Мохиканац
- Џудо бој
- Бака Ката и радознали Срећко
- Авантуре из књиге врлина
- Чаробњак из Оза
- Сесил и Пепо свет животиња
- Приче о животињама
- Нуки, Пако и Лола
- Дружина плави делфин
- Моја златна рибица је злица
- Фрог бој
- Авантуре Мачка у чизмама
- Жапчићи у акцији
- Ловци на змајеве (1. сезона)
- Ози Бу
- Гормити, непобедиви господари природе
- Пад лета 29
- Касперова школа страве
- Авантуре гусенице Карлоса
- Гладијаторска академија
- Екшн Мен (1995)
- Чаробне приче
- Бернард
- Патак Дача
- Душко Дугоушко
- Миланце прасенце
- Дилберт
- Кероро, поручник жабац
- Ноди у Земљи играчака
- Јагодица Бобица (2. сезона)
- Екскалибур
- Сали Боливуд
- Фиш и Чипс
- Поко
- Мија и ја (сезона 1)
- Механичка дружина
- Плави змај
- Страшне приче за плашљиву децу
- Макс Стил
- Френина стопала
- Анимиране бајке света
- Ендијеве праисторијске пустоловине
- Млади мутанти нинџа корњаче
- Мајк Витез
- Хајди
- Вик Викинг
- Анималија
- Пакмен и авантуре са духовима
- Боби и бил
- К3
- Балтазар
- Анђелина балерина (1. сезона)
- Легенда о Енју
- Меде медењаци
  - Меде медењаци и Рођаци
- Библијске приче